# Servicio Austriaco en el Extranjero
El Servicio Austriaco en el Extranjero es una alternativa al servicio civil o militar obligatorio. El Servicio Austriaco en el Extranjero puede ser prestado en los sectores de Servicio Austriaco de la Memoria, Servicio Social Austriaco y Servicio Austriaco de la Paz.
El Servicio en el Extranjero equivale al "Otro Servicio en el Extranjero" (Anderer Dienst im Ausland) de Alemania. Andreas Maislinger de Innsbruck, Austria, formado en ciencias políticas, asumió la idea de Aktion Suehnezeichen/Friedensdienste (Action Reconciliation/Service For Peace), una organización alemana del movimiento de la paz. El día 1 de septiembre de 1992 el primer austriaco comenzó a prestar el Servicio Austriaco de la Memoria en el museo Auschwitz-Birkenau.
En 1998 fue fundada la Organización del Servicio en el Extranjero (Verein für Dienste im Ausland), que fue renombrado en 2006 en Servicio Austriaco en el Extranjero (Österreichischer Auslandsdienst, Austrian Service Abroad).

## Información general

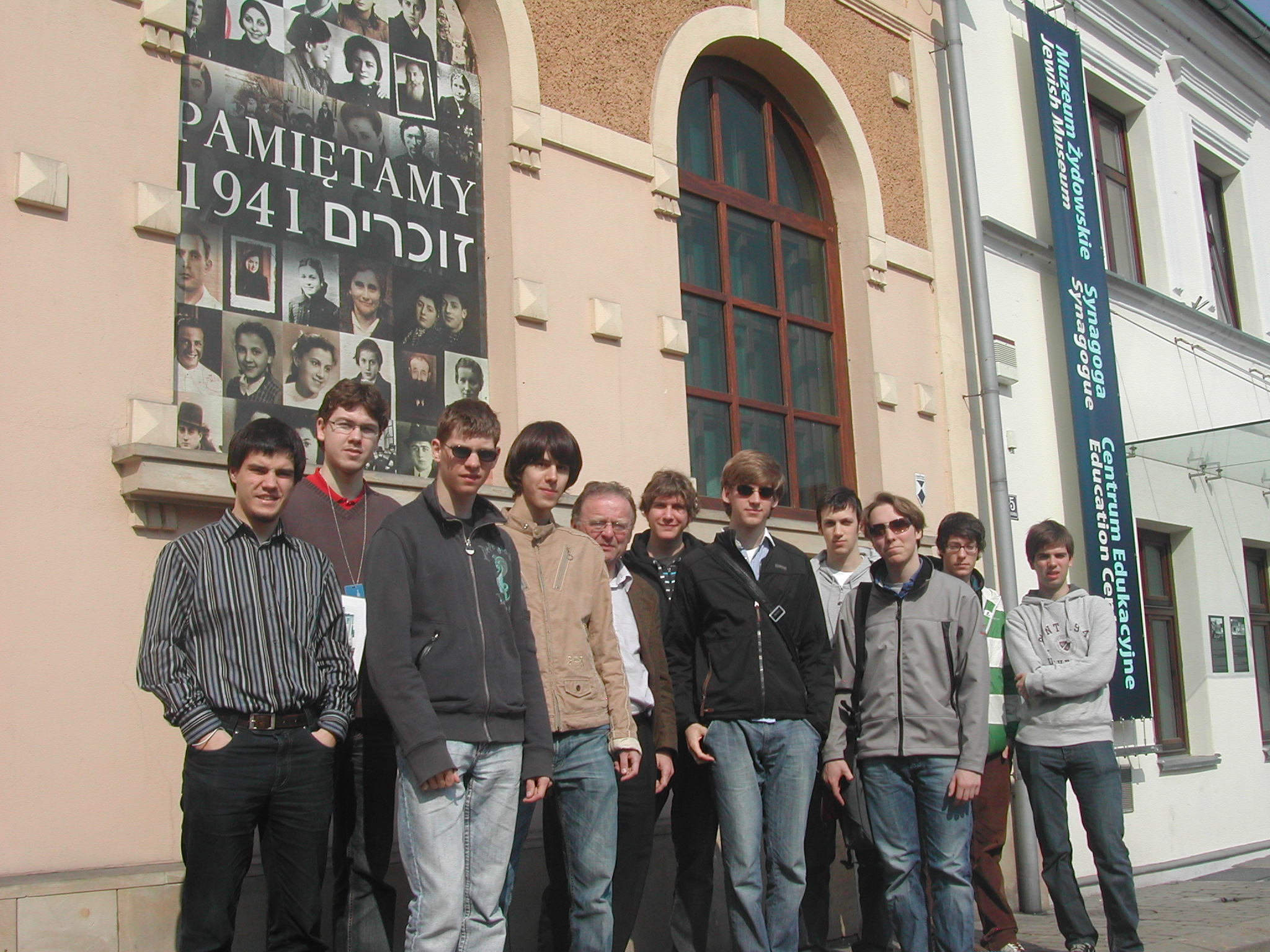
Gedenkdiener con Andreas Maislinger delante del Centro Judío de Auschwitz, Polonia 2009

El Servicio Austriaco en el Extranjero tiene su origen en el reconocimiento del gobierno austriaco, en particular del canciller Franz Vranitzky en 1991, sobre la parte de responsabilidad del pueblo austriaco en los crímenes cometidos por el nacionalsocialismo durante la Segunda Guerra Mundial. La iniciativa comenzó inicialmente en forma de Gedenkdienst en 1992. En 1998 se fundó la organización Servicio Austriaco en el Extranjero, denominada «Asociación de Servicios en el Extranjero» hasta 2006, que sumaba el Servicio Social Austriaco y el Servicio Austriaco para la Paz.
La organización ofrece a los jóvenes austriacos una alternativa financiada por el gobierno al servicio militar obligatorio, enviándoles a instituciones de conmemoración del Holocausto, servicio social o promoción de la paz durante un periodo de al menos 10 meses. También proporciona a voluntarios de todos los sexos una plataforma para trabajar en sus instituciones asociadas durante un periodo de 6 a 12 meses, al tiempo que reciben apoyo financiero del gobierno austriaco para su trabajo en el extranjero.
El Servicio Austriaco en el Extranjero está financiado y supervisado por el Ministerio de Asuntos Sociales austriaco y sujeto a la Ley Federal Austriaca de Fomento del Voluntariado (Bundesgesetz zur Förderung von freiwilligem Engagement.').
Antes de ser enviados como funcionarios austriacos en el extranjero, los candidatos se someten a un periodo de preparación (normalmente de un año y medio) durante el cual reciben formación sobre la materia relacionada con su lugar de destino. También reciben formación profesional para contribuir al flujo de trabajo de la organización.
Una vez al año, el presidente de Austria y el Ministerio de Asuntos Exteriores de Austria invitan a todos los siervos austriacos en el extranjero del año anterior a su partida a una recepción en el Hofburg y en el Ministerio de Asuntos Exteriores, respectivamente. A los funcionarios austriacos en el extranjero se les suele llamar «pequeños embajadores de Austria».
El Servicio Austriaco en el Extranjero es aconfesional y apartidista.
El Servicio Austriaco en el Extranjero colabora con el Ministerio de Asuntos Exteriores austriaco. Los servidores en el extranjero están obligados a cooperar con la embajada austriaca en su respectivo país de acogida.
Algunas de las instituciones u organizaciones asociadas son el Auschwitz Jewish Center en Oświęcim, Polonia, Yad Vashem en Jerusalén, Israel, el Centro Simon Wiesenthal en Los Ángeles, Estados Unidos, el Congreso Judío Mundial en Nueva York, Estados Unidos, el Centro de Estudios Judíos de Shanghái en Shanghái, China, el Centro Ruso de Investigación y Educación sobre el Holocausto en Moscú, Rusia, el Centro Judío sobre el Holocausto en Melbourne, Australia, el Instituto Tom Lantos en Budapest, Hungría, la Iniciativa Ashraya para la Infancia en Pune, India, y Una oportunidad para los niños en Zigoti, Uganda.
El Servicio Austriaco en el Extranjero también colabora con la Asociación Israelí de Voluntarios en la iniciativa Comprender Israel junto con el Ministerio austriaco de Asuntos Sociales.

## Tipos de servicio
Los jóvenes voluntarios pueden elegir entre varios tipos de servicio. Para que la misión en el extranjero se acredite como sustitutiva del servicio civil, debe cumplirse de forma demostrable la duración mínima de diez meses de ayuda no remunerada. El servicio debe ser en interés de la República de Austria y sólo puede realizarse a través de una organización sin ánimo de lucro reconocida por el Estado que apoye un proyecto relacionado con Austria de acuerdo con los siguientes criterios:

### Servicio Austriaco de la Memoria
Esta forma de servicio se ocupa de las consecuencias del Nacionalsocialismo y sus víctimas. Representa la mayor parte de las misiones de voluntariado en el extranjero. El trabajo consiste principalmente en diseñar y organizar visitas guiadas y eventos, trabajo de archivo, dar charlas en universidades y escuelas, así como hablar con testigos contemporáneos y documentarlos para que sus experiencias no caigan en el olvido. Los servidores trabajan en monumentos del holocausto, como museos y centros de investigación. Ejemplos son el Centro Simon Wiesenthal o Yad Vashem.

### Servicio social austríaco
El trabajo consiste en proyectos que tienn como objetivo apoyar el desarrollo social o económico de un país o promover activamente la protección del medio ambiente. Los trabajadores de servicios sociales participan en instituciones educativas, hogares infantiles, niños de la calle, así como en el cuidado de refugiados. También promueven la concienciación pública sobre la importancia de nuestro medio ambiente en conferencias públicas o actos como Limpieza del Mundo y se dedican en todo el mundo a la atención médica o con proyectos para mejorar el aprovisionamiento de agua potable en países en desarrollo..

### Servicio de paz
Las instituciones que despliegan trabajadores de los servicios de paz contribuyen a lograr o asegurar la paz en zonas en crisis con conflictos armados. Analizan cumplimiento de los derechos humanos, organizan talleres e iniciativas conjuntas con las partes en conflicto para apoyar a las personas en sus esfuerzos por eliminar tensiones y conflictos.
Trabajan, por ejemplo, por organizaciones non-gubernamentales en Israel, donde organizan ¨workshops¨ o iniciativas integrando los partidos del conflicto.

## Consejo Internacional
Ernst Florian Winter, presidente
- Argentina: Erika Rosenberg
- Australia: Paul R. Bartrop, Daniel James Schuster
- Alemania: Thomas Rabe
- Autoridad Nacional Palestina: Andreas Sami Prauhart
- Bosnia y Herzegovina: Eli Tauber
- Brasil: Alberto Dines
- Canadá: Walter Absil
- Costa Rica: Roland Spendlingwimmer
- Croacia: Branko Lustig
- Francia: Michel Cullin, Beate Klarsfeld
- Georgia: Gabriela von Habsburg
- Hungría: György Dalos
- India: Barbara Nath-Wiser
- Israel: Ben Segenreich
- Italia: Camilla Brunelli, Marcello Pezzetti
- Polonia: Władysław Bartoszewski
- Reino Unido: Ladislaus Löb
- Rusia: Ilya Altman
- Senegal: Charles M. Huber
- Suecia: Gerald Nagler
- Ucrania:  Borys Sabarko
- USA: Randolph M. Bell, Anna Rosmus

## Puestos del Servicio Austriaco en el Extranjero
Alemania
- Berchtesgaden - Dokumentation Obersalzberg
- Berlín - Museo Judío de Berlín
- Marburg - Terra Tech
- Moringen - KZ-Monumento en Terhaus Moringen

 Argentina
- Buenos Aires – Centro de atención Integral a la Niñez y Adolescencia

 Australia
- Melbourne - Jewish Holocaust Museum and Research Centre

 Bélgica
- Bruselas – European Disability Forum

 Bielorrusia
- Minsk – Belarussian Children´s Hospice
- Minsk - 'Dietski dom no. 6' - Orfanato no.6
- Minsk – Kindergarten for Children with Special Needs

 Bosnia y Herzegovina
- Sarajevo –Phoenix Initiative

 Brasil
- Alagoinhas – Associação Lar São Benedito
- Lauro de Freitas – Centro Comunitário Cristo Libertador
- Petrópolis - Casa Stefan Zweig
- Río de Janeiro – Center for Justice and International Law (CEJIL)

 Bulgaria
- Sofía – Schalom – Organización de los Judíos en Bulgaria

 Canadá
- Montreal – Holocaust Memorial Centre
- Montreal – Kleinmann Family Foundation

 Chile
- Santiago de Chile - CTD Galvarino - Sename

 China
- Nankín – John Rabe
- Qiqihar – China SOS Children´s Village Association Beijing, Ciudad de Qiqihar, Provincia de Helongjiang y Ciudad de Yantai, Provincia de Shandong
- Shanghái – Centro de Estudios Judíos en Shanghái

 Costa Rica
- La Gamba – Estación Biológica La Gamba

La Estación Biológica La Gamba es una institución austríaca, que sirve como base de investigación para científicos de todo el mundo. La Gamba inició además de proyectos como la reforestación y la creación de conciencia ambiental, proyectos sociales que apoyan a los habitantes. Nuestros servidores del extranjero en La Gamba ayudan a mantener el funcionamiento de la estación y colaboran en muchos de los proyectos apodados.
- Puntarenas – Finca Sonador – Asociación de Cooperativas Europeas Longo Mai
- Puntarenas – Unión de Amigos para la Protección del Ambiente (UNAPROA)
- San Isidro – Asociación Vida Nueva

 España
- Barcelona

 Estados Unidos
- Detroit – Holocaust Memorial Center
- Houston – Holocaust Museum Houston
- Los Ángeles – Centro Simon Wiesenthal
- Los Ángeles – Survivors of the Shoah Visual History Foundation
- Nueva York – Gay Men´s Health Crisis
- Nueva York – Museum of Jewish Heritage
- Reno – Center for Holocaust, Genocide & Peace Studies
- Richmond – Virginia Holocaust Museum
- San Francisco – Holocaust Center of Northern California
- St. Petersburg – The Florida Holocaust Museum

 Francia
- Oradour – Centre de la Mémoire d´Oradour
- París – La Fondation pour la Mémoire de la Déportation
- París - Amicale de Mauthausen

 Gabón
- Lambaréné – Hospital Albert Schweitzer

 Guatemala
- Quetzaltenango – Instituto de Formación e Investigación Municipal
- Santa Rosita – Casa Hogar Estudantil ASOL

El objetivo de la Casa Hogar Estudiantil ASOL es facilitar una formación escolar y profesional para talentosos niños y adolescentes guatemaltecos de escasos recursos económicos con el fin de que mejoran la situación en sus pueblos. El trabajo de los voluntarios es distinto. Durante la semana consiste entre otras cosas en levantar a los niños a partir de las cinco de la mañana, ayudarles con sus deberes, organizar el día (horas de limpieza, música, deporte, tiempo libre…), asegurar que los jóvenes van a dormir a las 21 horas, etc. Pero también hay que organizar actividades los fines de semana, una fiesta de Deporte (Mañana Deportiva) y actualizar la página web, etc.
 Países Bajos
- Ámsterdam – UNITED for Intercultural Action

 Hungría
- Budapest – Centro Europeo para los Derechos del Pueblo Gitano

 India
- Auroville – Ausroville Action Group (AVAG)
- Dharmshala – Nishtha – Rural Health, Education and Environment Centre
- Dharmshala – Tibetan Children´s Village
- Dharmshala – Tibetan Welfare Office
- Kerala – Mata Amritanandamayi Mission

 Israel
- Jerusalén – AIC – Alternative Information Center
- Jerusalén – LAW – The Palestinian Society for the Protection of Human Rights and the Environment
- Jerusalén – St. Vinzenz-Ein Karem
- Jerusalén – Yad Vashem

 Italia
- Como – Istituto di Storia Contemporanea ¨Pier Amato Perretta¨(ISC)
- Milán – Centro di Documentazione Ebraica Contemporanea
- Prato - Museo della Deportazione Archivado el 6 de julio de 2020 en Wayback Machine.

Japón
- Hiroshima – Hiroshima Peace Culture Foundation

 Kenia
- Nairobi – Kenia Water for Health Organisation

 México
- Ciudad de México - Museo Memoria y Tolerancia

 Nicaragua
-  Granada –  Fundación Casa de los tres mundos
- Condega - La Fraternidad

 Noruega
- Oslo – Jodisk Aldersbolig

 Pakistán
- Lahore – SOS Children Villages Pakistan

 Perú
- Huancayo – apoyo médico en Huancayo (Ministerio de Salud)
- Lima – Centro de Información y Educación para la Prevención del Abuso de Drogas (CEDRO)

 Polonia
- Cracovia – Polska Akcja Humanitarna
- Cracovia – Centro de la Cultura Judaica

 Reino Unido
- Londres – Royal London Society for the Blind
- Londres – The National Yad Vashem Charitable Trust
- Londres – Institute of Contemporary History and Vienese Library

 República Checa
- Praga – Comunidad Judaica

 Rumania
- Iaşi - Nădejdea Copiilor din România
- Timisoara (planificado)

 Rusia
- planeado[cita requerida]

 Uganda
- Fort Portal – Mountains of the Moon University (MMU)
- Kabale – Diócesis Kabale – Bishops House

## Financiación
La República Austriaca pone un cierto presupuesto a disposición de todas las organizaciones de servicio en el extranjero, el valor de € 10 000 por servidor financiado. Por causa de los recursos limitados, no es posible para todos los interesados, prestar un servicio.

## Servidor del Año
Desde 2005, la organización Servicio Austriaco en el Extranjero destaca todos los años un Servidor del Año.
- 2005: Andreas Daniel Matt, Pakistan SOS Aldea Infantil
- 2006: Martin Wallner, Centro para Estudos Judaicos Shanghái
- 2007: Daniel James Schuster, Yad Vashem
- 2008: René J. Laglstorfer, Centre de la mémoire
- 2009: Jörg Reitmaier, Auschwitz Centro Judío, Oswiecim, Polen & Virginia Holocaust Museum, Richmond, USA

## Austrian Holocaust Memorial Award
Desde el año 2006, la organización Servicio Austriaco en el Extranjero concede el Austrian Holocaust Memorial Award. Éste premio se concede anualmente a una persona que se haya esforzado especialmente en lo que respecta a la memoria a la Shoah.
- 2006: Pan Guang, Shanghái, Cina
- 2007: Alberto Dines, São Paulo, Brasil
- 2008: Robert Hébras, Oradour-sur-Glane, Francia
- 2009: Jay M. Ipson, Richmond (Virginia), Estados Unidos
- 2010: Eva Marks, Melbourne, Australia